# Carmen Amaya

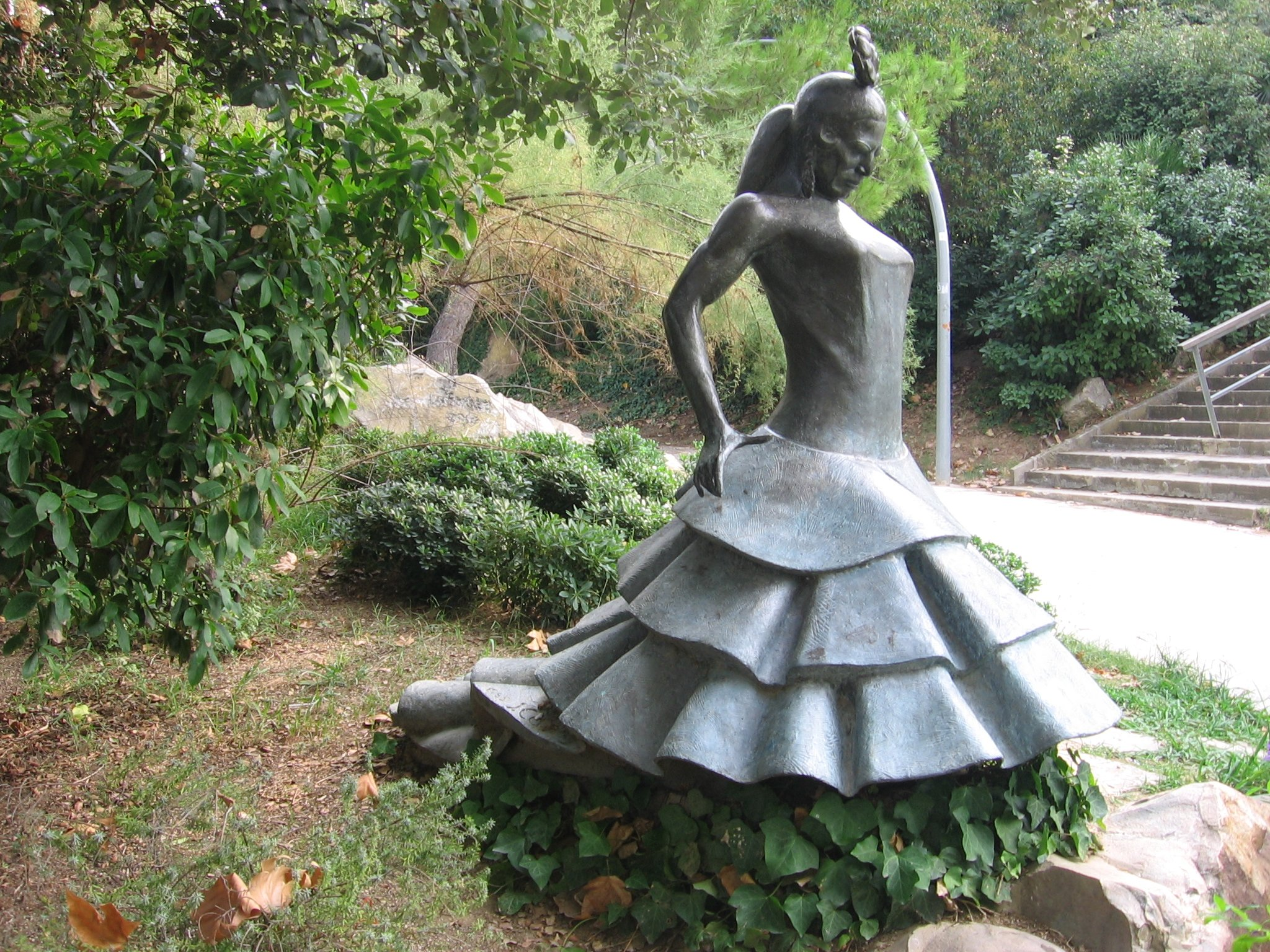
Carmen Amaya von Josep Cañas, Jardines de Joan Brossa, Barcelona

Carmen Amaya Amaya (* 2. November 1913 oder 1918 oder 1. November 1915 in Barcelona; † 19. November 1963 in Begur, Provinz Girona) war eine spanische Flamencotänzerin, -sängerin und Schauspielerin, aus der Volksgruppe der spanischen Roma (Gitanos). Sie war eine der bekanntesten Tänzerinnen des 20. Jahrhunderts.

## Leben

### Kindheit und Jugend
Carmen Amaya wurde im hauptsächlich von Gitanos bewohnten Elendsviertel Somorrostro von Barcelona geboren und wuchs dort auf. Der Flamenco gehörte zu ihrem familiären Erbe: Sowohl der Großvater mütterlicherseits, Juan Amaya Jiménez, als auch ihre Tante Juana la Faraona waren professionelle Tänzer. Auch ihre Mutter Micaela Amaya tanzte und trat gelegentlich auf. Ihr Vater José Amaya El Chino spielte Gitarre auf „semiprofessionellem“ Niveau. Sie war die zweitälteste von sieben Geschwistern, von denen fünf andere ebenfalls ihren Beruf im Flamenco fanden. Die Tänzerin und Schauspielerin La Chunga ist eine jüngere Cousine von ihr.
Ihr Geburtsdatum ist umstritten. Montse Madridejos und David Pérez Merinero nennen das Jahr 1918 und führen als Beleg das Einwohnerverzeichnis der Stadt Barcelona von 1930 an, in dem eine Familie Amalla mit einer 12-jährigen Tochter Carmen verzeichnet ist. Eine Geburtsurkunde sei nicht auffindbar und die Taufurkunde sei bei einem Kirchenbrand verloren gegangen. Ferner stelle ein Ölgemälde von Julio Moisés von 1920 mit dem Titel Maternidad, das eine Mutter und ein zwei bis drei Jahre altes Kleinkind zeigt, Carmen und ihre Mutter dar. Fotografien, die Carmen Amaya in augenscheinlich kindlichem Alter zeigen, sprechen ihrer Auffassung nach ebenfalls für das Geburtsjahr 1918.
José Luis Navarro García nennt, wie die meisten anderen Quellen, den 2. November 1913. Für seine Auffassung spricht ein Auftritt in Madrid 1923, der mit einer Fünfjährigen unwahrscheinlich wäre, den Madridejos und Pérez Merinero allerdings nicht erwähnen. Außerdem zitiert er Carmen Amaya wörtlich im Zusammenhang mit ihrem Auftritt bei der Weltausstellung 1929 in Barcelona:

«… en la Exposición de Barcelona de 1929, yo tenía dieciseis años …»

„… bei der Ausstellung von 1929 in Barcelona, ich war damals 16 Jahre alt …“

Die Sterbeurkunde schließlich nennt den 1. November 1915 als Geburtsdatum, ebenso die Library of Congress.
Im Alter von vier Jahren begann sie mit dem Tanz. Sie und ihr Vater traten gemeinsam in den Bars und Cafés von El Raval auf, um für die Familie etwas Geld zu verdienen, erschwert dadurch, dass bei Polizeikontrollen eine Strafe wegen Kinderarbeit drohte. Es folgten Auftritte in den renommierteren Cafés von Barcelona. Der erste Auftrag außerhalb Barcelonas war 1923 im Palacio de la Música in Madrid. Das Engagement endete nach 10 Tagen, da der Impresario verschwand, der sie und den Vater engagiert hatte. Anschließend tourte sie mit der Truppe von Manuel Vallejo ein Jahr lang durch Andalusien. Nach Barcelona zurückgekehrt, hatte sie unter anderem einen Auftritt im Teatro Español.
1924 schloss sie ihren ersten festen Vertrag mit der Bar del Manquet. In diesem Jahr hatte sie auch ihren ersten Auftritt auf der Theaterbühne im Teatro Español del Paralelo. Rasch machte sie sich in der Künstlerszene Barcelonas einen Namen. Aufgrund ihrer Bühnenpräsenz und energischen Ausstrahlung nannte man sie alsbald La Capitana:

«Era la antiscuela, la antiacademia. (…) Prontamente, sentíase subyugado, trastornado, dominado el espectador por la energía por la enérgica convicción del rostro de La Capitana, por sus feroces dislocaciones de caderas, por la bravura de sus piruetas y la fiereza de sus vueltas quebradas, cuyo ardor animal corría parejo con la pasmosa exactitud con que las ejecutaba.»

„Sie war die Anti-Schule, die Anti-Akademie. (…) Sogleich fühlte sich der Zuschauer unterjocht, verstört, beherrscht von der energischen Überzeugungskraft des Gesichts von La Capitana, von den wilden Windungen ihrer Hüften, von der Bravour ihrer Pirouetten und der Wildheit ihrer gebrochenen Drehungen, deren animalische Inbrunst sie mit verblüffender Genauigkeit in Einklang brachte.“

Gleichwohl war die Bar für sie auch eine Fortbildungsstätte, wo sie von den professionellen Künsten anderer Tänzer lernen konnte, unter anderem von ihrer Tante Juana la Faraona.
Im Jahr 1926 trat Carmen Amaya das erste Mal in einem Kinofilm (Los amores de un torero, „Liebschaften eines Toreros“) auf.
Gegen Ende der 1920er Jahre hatte sie einen gemeinsamen Auftritt mit der Tante in Sacromonte vor König Alfons XIII. Er bedachte beide mit einem für die damaligen Umstände sehr großzügigen Honorar. 1929 folgte ein triumphaler Auftritt im Pariser Théatre Palace im Rahmen der Show Paris-Madrid von Raquel Meller. Das Engagement endete jedoch abrupt im Streit zwischen Raquel Meller und Juana La Faraona. Nach einigen Auftritten in den Cafés von Montmartre reisten Tante und Nichte zurück nach Barcelona.
Dort fand im selben Jahr die 20. Weltausstellung statt. Ihre Auftritte dort fanden großen Anklang bei überwiegend einheimischem Publikum. Darunter befand sich inkognito Carlos Maria de Bourbon, der ihr ein großzügiges Honorar, verbunden mit einem üppigen Geschenkkorb, für eine Privatvorstellung zukommen ließ.

### Aufbruch aus der Heimat und Karriere als internationaler Star
Die Familie konnte nun in eine bessere, immer noch bescheidene Wohnung umziehen. Der künstlerische Horizont blieb jedoch zunächst begrenzt. Der Alltag bestand bis Anfang 1935 aus gemeinsamen Auftritten mit dem Vater, El Chino, in der Bar del Manquet und in der Villa Rosa de Borrull. Der Gitarrist Sabicas überredete die beiden schließlich zu einem Umzug nach Madrid und unterstützte sie dabei auch finanziell. In den dortigen Cabarets machte sie mit ihren Auftritten Furore und wurde alsbald zum Stadtgespräch. Man engagierte sie für Auftritte im Teatro Coliseum, im Teatro de la Zarzuela und im Teatro Fontalva.
Bei Antonio de Triana lernte sie die Grundlagen des Tanzes zu einem Orchester und trat 1935 gemeinsam mit ihm im Casino von San Sebastián auf. Nachdem sie in Madrid den Regisseur Luis Buñuel kennengelernt hatte, spielte sie 1935 als Tänzerin in dessen Kinofilm La hija de Juan Simón mit. Ein Jahr später (1936) spielte sie die Titelrolle im Film María de la O, dem aufwendigsten Film des republikanischen Spaniens. Geschrieben wurde diese Musikkomödie von Rafael de León und Manuel López-Quiroga. Neben Amaya traten unter anderem Pastora Imperio und Antonio Moreno auf, und Antonio Mairena sang. Etwa 23 weitere Filmauftritte folgten. Sie reiste nun von Ort zu Ort mit ihren Auftritten und war eine bekannte Künstlerin. Mit ihren Einkünften konnte sie ihre Angehörigen unterstützen, was sie auch zeitlebens tat. Besonderes Aufsehen erregte Anfang 1936 ein Auftritt in Sevilla, der sie mit damaligen Grandes Dames des Flamenco, Juana la Macarrona und Magdalena la Malena zusammenbrachte und der der Überlieferung nach beide zu Tränen rührte.
Als 1936 der spanische Bürgerkrieg ausbrach, setzte Carmen Amaya sich nach Lissabon (Portugal) ab. Dort erhielt sie ein Angebot für ein Engagement in Buenos Aires (Argentinien) für die Dauer von drei Monaten, mit einem Garantiehonorar von einer Million Peseten. Auf ihrer Reise bzw. Flucht nach Südamerika (auch die Flamencokünstler „Rosario und Antonio“, später auch Sabicas, flohen während der Diktatur nach Argentinien) begleiteten sie ihre Tante, ihr Vater, ihr Bruder Paco und El Pelao als Gitarristen, Anita Sevilla als Sängerin sowie Manuel García Matos als Pianist. Die Premiere in Buenos Aires im Dezember 1936 wurde zu einem durchschlagenden Erfolg. Dieses Engagement endete im Februar 1937 mit einem gemeinsamen Auftritt mit den Rosario y Antonio. Bis Ende 1938 trat sie dann noch fortwährend in der argentinischen Hauptstadt auf. In den darauf folgenden Jahren tourte sie durch Argentinien und die anderen Länder Lateinamerikas. Anfang 1940 erschien in Havanna der Kurzfilm El embrujo del Fandango mit ihr in der Hauptrolle.

### USA, 1941–1945
Ende 1940 engagierte sie der Impresario Sol Hurok für die USA. Ab Mitte Januar 1941 trat sie 17 Wochen lang im eleganten Kabarett Beachbomber in New York auf. Rasch wurde sie zum Liebling von Publikum und Prominenz. Zu ihren Verehrern zählten Charles Chaplin, Greta Garbo, Dolores del Río, Orson Welles und Arturo Toscanini. Präsident Franklin Roosevelt lud sie zu einer Vorstellung ins Weiße Haus ein. General Douglas MacArthur ernannte sie zur Ehrenkapitänin der Marineinfanterie. Mitte des Jahres sang sie für eine Reihe von Schallplattenaufnahmen bei Decca und tanzte im Kurzfilm Original Gypsy Dances.
Im Januar 1942 folgte ein großer Auftritt in der Carnegie Hall. Sie hatte erneut großen Erfolg beim Publikum, während die Kritik sich differenzierter äußerte. Der renommierte Kritiker John Martin schrieb in der New York Times, sie sei eine bewundernswerte Künstlerin voller Vitalität und Dynamik in den typischen Tänzen der Gitanos. Für klassische Stücke, beispielsweise Córdoba von Isaac Albéniz, fehlten ihr jedoch die nötigen Varianten und Nuancen im Repertoire. Ähnlich äußerte sich Edwin Denby in Looking at the Dance in der Ausgabe von März/April 1942.
Gleichwohl war dieser Auftritt ein historischer Moment: Von ihr wurde bei dieser Gelegenheit zum ersten Mal in der Geschichte des Flamenco der Taranto als Tanz interpretiert. Zudem wurden die Auftritte in der Carnegie Hall zum Sprungbrett für eine Tournee durch die gesamten Vereinigten Staaten. 1943 trat sie erneut vor Präsident Roosevelt bei dessen Geburtstagsfeier im New Yorker Waldorf Astoria Hotel auf. Im selben Jahr tanzte sie, begleitet vom Los Angeles Philharmonic, in der Hollywood Bowl vor 20.000 Zuschauern an der Seite von Antonio de Triana El amor brujo. 1944 trat sie in den Filmen Knickerbocker Holiday und Follow the Boys auf und 1945 in See my lawyer.

### Lateinamerika, 1945 – 1947
1945 reiste sie mit ihrem Anhang nach Mexiko. Dort führte sie Malagueña von Ernesto Lecuona auf und trat in den Filmen Sangre torera, Maravillas del torero, Pasión gitana und Los amores de un torero auf. Anschließend reisten sie nach Buenos Aires und führten dort Feria de Sevilla auf. Die weitere Tournee führte sie nach Kuba, Peru, Kolumbien und Bolivien. 1946 starb ihr Vater El Chino in Argentinien an Kehlkopfkrebs.

### Rückkehr nach Spanien und internationale Auftritte
1947 kehrte Amaya mit ihrer Künstlergruppe nach Spanien zurück. Die erste Vorstellung gaben sie in Madrid mit Embrujo español. Es folgte eine Tournee durch Spanien. 1948 folgten Auftritte in Paris und London, und in den Jahren bis 1952 Auftritte in großen Teilen Europas, in Lateinamerika, Marokko und in Belgisch Kongo. 1949 nahm sie an einer Aufführung vor Papst Pius XII. in Rom teil.
1951 heiratete Carmen Amaya ihren Gitarristen Juan Antonio Agüero.
Die Mitwirkung in Carmen Amayas Künstlergruppe bedeutete harte Arbeit und ständige Reisen. Ab 1950 lösten sich daher eine Reihe von Mitgliedern aus ihrer Verwandtschaft von der Gruppe: sie verlor ihren Charakter als Familienunternehmen. Aufgrund der harten Bedingungen herrschte hohe Fluktuation; José Luis Navarro García nennt mehr als 60 Namen von Tänzern, Sängern und Musikern, die ihr im Laufe der Jahre angehörten. 1955 trat sie erneut in New York auf. Dieses Mal reagierten die Kritiker, unter ihnen wieder John Martin, mit uneingeschränktem Lob, und hoben ihre Qualitäten als gereifte, vollständige Künstlerin hervor.
1956 und 1957 nahm sie gemeinsam mit Sabicas an der Gitarre die Schallplattenalben Queen of the Gypsies und Flamenco! auf. Filmauftritte hatte sie in den 1950er Jahren in
- Quand te tues-tu?, gedreht in Frankreich 1953, Regie Émile Couzinet;
- Dringue, Castrito y la lámpara de Aladino, Argentinien 1954, Regie Luis José Moglia;
- Música en la noche, Mexiko 1958, Regie Tito Davidson.

1958 kehrte sie nach Spanien zurück und setzte ihre Tourneen in Europa fort.

### Die letzten Jahre

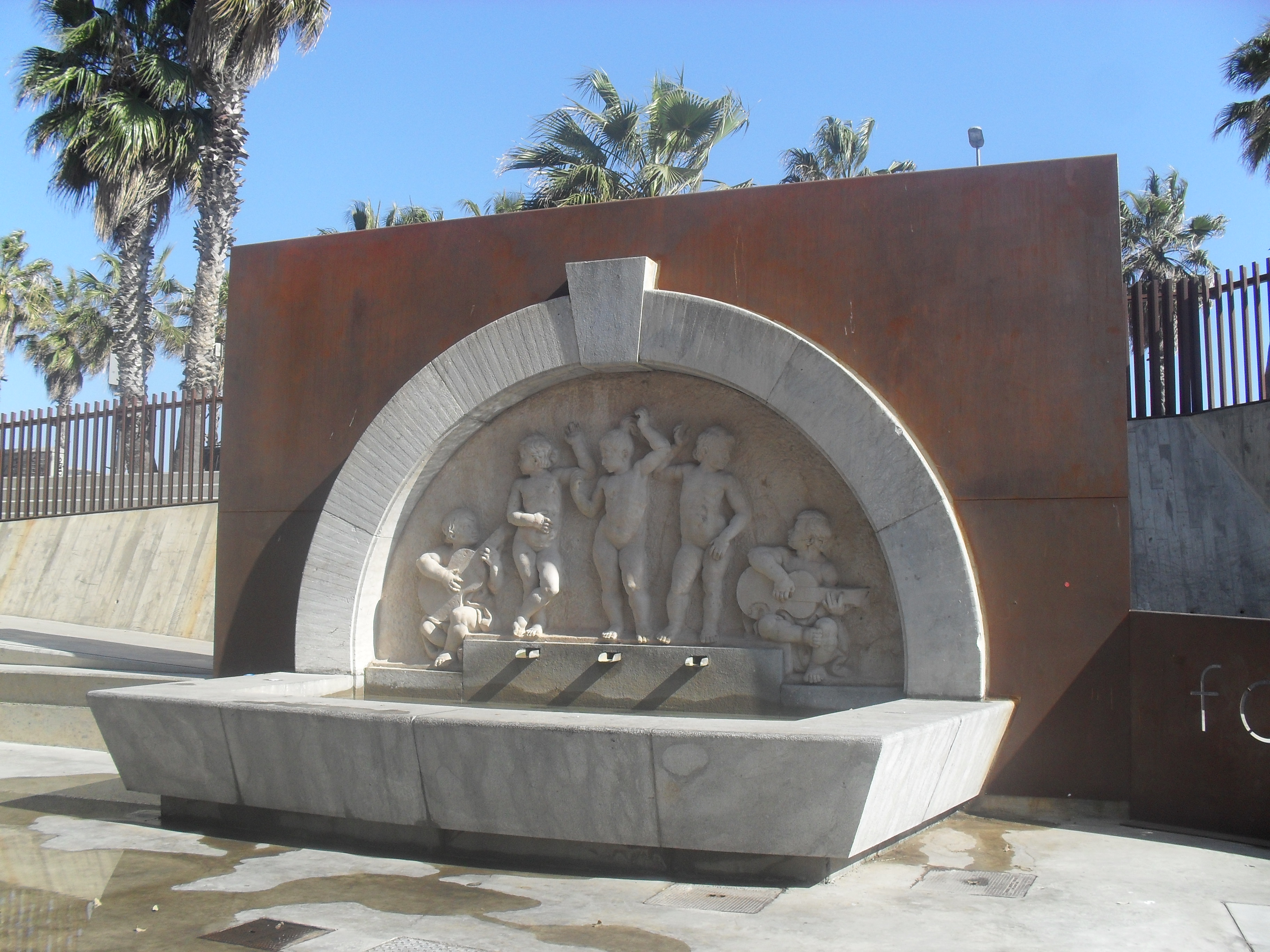
Fuente de Carmen Amaya

1959 errichtete die Stadt Barcelona ihr zu Ehren einen Brunnen nahe der Uferstraße von Somorrostro, die Fuente de Carmen Amaya. Im selben Jahr verlieh ihr die Stadt Madrid die Goldmedaille für die Schönen Künste. 1960 unternahm sie eine Tournee durch Europa und 1961 und 1962 weitere Tourneen in Nord- und Lateinamerika. 1962 fanden die Dreharbeiten für Los Tarantos statt. Das Drehbuch von Alfredo Mañas beruht auf Romeo und Julia von William Shakespeare. Sie trat darin, begleitet von ihrer Kompanie und dem Gitarristen Andrés Batista (* 1937), als Tänzerin und Schauspielerin auf. Unter anderem tanzten auch Sara Lezana in der Rolle der Juana (Julia) und Antonio Gades als Mojigondo (Mercutio) in Hauptrollen. Der Film erschien 1963, fand großen Anklang bei den Festspielen von Cannes, wurde für den Oscar nominiert und mit drei weiteren Preisen ausgezeichnet.
Anfang 1963 begannen sie die Kräfte zu verlassen. Starke Rückenschmerzen zwangen sie, das Bett zu hüten. Ihr Tagesablauf bewegte sich zwischen ihrem Hotel und ihren Bühnenauftritten. Nach einem Zusammenbruch auf der Bühne reiste sie nach Spanien zurück. Sie richtete sich in der Villa ein, die sie in Begur gekauft hatte, und nahm ärztliche Hilfe in Anspruch. Sie versuchte noch einen Auftritt beim Stadtfest, erlitt dabei jedoch wieder einen Zusammenbruch. Am 13. November 1963 verlieh die Regierung ihr das Band des Ordens von Isabel la Católica, zwei Tage später die Stadt Barcelona die Verdienstmedaille für Schöne Künste. Am 19. November starb sie, bereits seit Jahren an einer Nierensklerose leidend, an der Seite ihres Mannes an Nierenversagen. Zu ihrem Begräbnis in Begur kamen Pilar López. Rosario. Antonio Gades und die gesamte Flamenco-Künstlergemeinschaft von Barcelona.
Bereits vor ihrem Zusammenbruch hatte sie schon einige Jahre unter chronischen und wiederkehrenden Nierenentzündungen gelitten, hatte es aber abgelehnt, sich deswegen zu schonen. Sie selbst glaubte, nur durch ständige Bewegung die Krankheit unterdrücken zu können. Auch einige ihrer Ratgeber und ihr Biograf David Pérez Merinero teilten und teilen diese Auffassung. In medizinischer Hinsicht erscheint dies fragwürdig. Die ununterbrochene harte körperliche Beanspruchung, der sie sich aussetzte, führte möglicherweise im Gegenteil dazu, dass sie sich von ihrer Erkrankung nicht erholen konnte und ihr schließlich erlag.
Auf Wunsch ihres Ehemannes Juan Antonio Agüero wurden ihre sterblichen Überreste 1970 zum Friedhof von Ciriego, einem Stadtteil von Santander, überführt.

### Stil und Rezeption
Carmen Amaya verfügte über ein überaus breites Repertoire. Sie beherrschte sowohl die Palos des Flamenco als auch sinfonische Tänze, beispielsweise die großen Werke von Manuel de Falla, Maurice Ravel oder Enrique Granados. Sie tanzte den Garrotín und die Farruca, und erfand für sich den Taranto. In ihren Soleares und ihren Seguiriyas erschien sie majestätisch in der Bata de cola, in ihren rasant getanzten Alegrías war sie in der Lage, vier Minuten lange Zapateados auf die Bühne zu trommeln, ohne dass Monotonie aufkam.
Sowohl im Flamenco als auch im sinfonischen Tanz pflegte sie einen sehr persönlichen Stil und großer Ausstrahlungen. Kaum je tanzte sie einen Tanz in zwei Aufführungen in genau derselben Weise. Sie pflegte wenig zu proben, so dass das Publikum häufig, ohne es zu merken, Zeuge eines künstlerischen Schöpfungsprozesses wurde. Am meisten Bewunderung erregte jedoch das Tempo ihrer Bewegungen. In der Zeit, in der eine andere Tänzerin eine Drehung vollbrachte, tanzte sie deren zwei. Ihre Bewegungen waren voll explosiver Aggressivität. Gleichwohl bewegte sie sich genau dem Rhythmus entsprechend, und auch ihre Haltung und ihr Ausdruck schlugen das Publikum in den Bann.
Aufsehen erregte ihr Auftreten in Männerkleidung, in Hosen und eng geschnittener Jacke. Mit ihrem bailar al hombre, dem Tanz nach Männerart, beeindruckte sie beispielsweise bei ihren Auftritten im Beachbomber Club oder im Film Follow the Boys. Sie war nicht die erste, die in Männerkleidung auftrat, aber keine vor ihr erreichte diese Perfektion.
Auch ihre Kollegen in der Musik- und Tanzszene erkannten ihre Einzigartigkeit an. Arturo Toscanini sagte über sie:

„Nie im Leben sah ich eine Tänzerin mit so viel Feuer und Rhythmus und mit einer solch herrlichen Persönlichkeit.“

Von Juana la Macarrona und Magdalena la Malena berichtet die Presse, dass sie anlässlich einer Aufführung in Sevilla 1947 stehend applaudierten und ihr zuriefen:

«¡Así se baila, mi arma!, ¡Así se baila!, ¡Tú eres la reina!»

„So tanzt man, mein Liebes! So tanzt man! Du bist die Königin!“

Antonio Gades schrieb:

«… me di cuenta de que Carmen Amaya era imposible de imitar. Me había encontrado con algo que rompía todos las reglas y principios de la danza, con todo lo que uno había estudiado. Se te escapaba, era otra cosa: una fuerza, un sentimiento. Yo me daba cuento de que ese fuego, ese halo, ese energía, eran algo imposible de aprender. (…) Yo creo que – es mi opinión personal – que Carmen Amaya no ha dejado herederos en el baile porque es irrepetible. No hizo escuela porque era una artista aparte, que se apartaba de todo.»

„… es wurde mir klar, dass es unmöglich ist, Carmen Amaya nachzuahmen. Ich war auf etwas gestoßen, das mit allen Regeln und Prinzipien des Tanzes brach. Es entglitt allem, was man gelernt hatte, es war etwas anderes: eine Kraft, ein Gefühl. Ich erkannte, dass dieses Feuer, diese Ausstrahlung, diese Energie unmöglich zu lernen ist. (…) Ich glaube - das ist meine persönliche Meinung - dass Carmen Amaya keine Erben im Tanz hinterlassen hat, weil sie unwiederholbar ist. Sie schuf keine Schule, weil sie eine besondere Künstlerin war, die sich von allem absonderte.“

Ähnlich äußerte sich Rosario:

«… el arte era ella, su naturaleza vital (…) no encuentro a nadie que se parezca a Carmen en nada, por mucho que se empeñen.»

„… die Kunst war sie, ihre vitale Natur (…) Ich kann niemanden finden, der Carmen in irgendeiner Weise ähnelt, egal wie sehr sich jemand bemühen mag.“

Und Rosarios langjähriger Tanzpartner Antonio Ruiz Soler schrieb:

«Nunca existirá otra bailaora como ella, porque aquellos que quieran imitarla no conseguirán hacer más que una caricatura. Su personalidad es inimitable.»

„Niemals wird es eine Tänzerin wie sie geben, denn wer versucht, sie zu imitieren, wird nichts als eine Karikatur zustande bringen. Ihre Persönlichkeit ist unnachahmlich.“